# James Spader
James Todd Spader est un acteur et producteur américain, né le 7 février 1960 à Boston (Massachusetts).
Il est connu pour avoir joué des rôles excentriques dans les films Rose bonbon, Crash, Stargate, La Secrétaire et Lincoln. Il a également joué le rôle d'Alan Shore, un avocat haut en couleur dans la série The Practice : Donnell et Associés et en particulier dans sa série dérivée Boston Justice. De 2013 à 2023, il a interprété le rôle de Raymond Reddington dans la série Blacklist.
En 2015, il interprète le super-vilain robotique Ultron dans Avengers : L'Ère d'Ultron.
Il remporte en 1989 le Prix d'interprétation masculine du Festival de Cannes pour Sexe, Mensonges et Vidéo, ainsi que trois Emmy Awards pour son rôle dans Boston Justice.

## Biographie

### Jeunesse
James Spader est le fils de Jean (née Fraser) et Stoddard Greenwood « Todd » Spader, tous deux professeurs. Il étudie à la Brooks School (en) de North Andover, où son père enseigne, avant d'intégrer la Phillips Academy d'Andover, où il se lie d'amitié avec John Kennedy Jr.,. Il joue dans de nombreuses pièces de théâtre, à tel point qu'à l'âge de 17 ans il décide d'abandonner ses études pour vivre de sa passion à New York. Il loge alors chez sa sœur. Il étudie à l'école Michael Chekhov tout en multipliant les petits boulots tels que professeur de yoga, chauffeur de camion ou garçon d'écurie.

### Carrière
Il obtient son premier rôle en 1978 dans Team-Mates. En 1981, il joue dans Un amour infini, dans lequel l'acteur Tom Cruise fait ses premiers pas au cinéma.
Avec son physique de jeune premier, il veut pourtant devenir un acteur de genre, il se voit donc obligé de jouer les mauvais garçons : « Si vous voulez être un acteur de genre sans en avoir le physique, vous devez jouer les mauvais garçons ». Dans les années 1980, il reste cantonné à ce genre de rôle, comme le riche et arrogant Steff dans Rose bonbon (1986) ou le dealer Sip dans Neige sur Beverly Hills (1987). Il devient également un probable tueur en série dans Jack's Back en 1988.

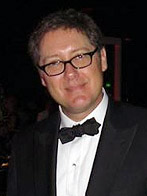
James Spader en 2007

À la fin des années 1980 et dans les années 1990, il obtient des rôles plus importants. En 1989, il a le rôle marquant d'un voyeur dans Sexe, Mensonges et Vidéo ; son interprétation est saluée par la critique et lui vaut le prestigieux Prix d'interprétation masculine du Festival de Cannes.
En 1994, il joue le rôle de l'égyptologue Daniel Jackson dans le blockbuster Stargate, la porte des étoiles, rôle repris ensuite par Michael Shanks dans la série Stargate SG-1. La même année, il est le rival de Jack Nicholson dans Wolf. Il obtient également des rôles singuliers comme le fétichiste James Ballard dans Crash (1996). Après une période creuse, il se fait à nouveau remarquer du public et de la critique en 2002, en devenant le patron sadomasochiste de Maggie Gyllenhaal dans La Secrétaire.
James Spader est un acteur qui construit ses personnages à force de recherches et de répétitions, comme peuvent l'attester plusieurs de ses partenaires de jeu. Pour La Fièvre d'aimer (1990), il invite Susan Sarandon à venir danser pour mieux faire connaissance avant de tourner leur première scène de nu. Dans La Secrétaire (2002), Maggie Gyllenhaal est marquée par le fait qu'il continue, hors caméra, à se comporter comme son personnage de patron, n'ayant que des rapports très formels avec elle. Pour Spader, il n'y a pas qu'une seule façon d'aborder le jeu : « Je me suis toujours battu contre toute forme d'idéologie ».
En 2003, il utilise ses talents comiques en jouant le rôle de l'avocat haut en couleur Alan Shore dans la série télévisée The Practice : Donnell et Associés. Il fait tant impression qu'une série dérivée, Boston Justice (2004-2008), centrée sur son personnage, est créée. Le rôle lui rapporte trois Primetime Emmy Awards (2004, 2005 et 2007) et un Satellite Awards (2006).
En novembre 2009, il fait ses débuts au théâtre, à Broadway (New York). Il joue le rôle d'un avocat, Jack Lawson, dans la pièce Race de David Mamet jusqu'en août 2010.
En 2011, il apparait comme invité dans le final de la septième saison de la série The Office en tant que Robert California (en). Finalement, il devient personnage principal de la saison 8 de 2011 à 2012. Mais c'est en 2013 qu'il retrouve le haut de l'affiche en jouant l’ambigu Raymond « Red » Reddington, l'un des criminels les plus recherchés par le FBI, dans la série Blacklist, qui rencontre un succès critique et public. Sa prestation lui vaut une nomination au Golden Globe du meilleur acteur dans une série télévisée dramatique.
Le 29 août 2013, Marvel Studios annoncent qu'il jouera le robot Ultron, le grand méchant du nouveau film de super-héros Avengers : L'Ère d'Ultron (2015). Spader décrit son personnage, qu'il a joué en capture de mouvement, comme un « psychopathe complètement timbré ».

### Vie privée
Spader rencontre sa première femme, Victoria Kheel, une décoratrice, en travaillant dans un studio de yoga, à New York dans les années 1980. Ils se marient en 1987 et ont deux fils, Elijah et Sebastian. Ils divorcent en 2004. Spader vit à présent avec Leslie Stefanson, rencontrée sur un tournage, avec laquelle il a eu un enfant, un fils nommé Nathanael, né en août 2008.
Il a admis être atteint de troubles obsessionnels-compulsifs,.
Il est arrière-petit-fils de Laurent Clerc, le cofondateur de la première école des sourds en Amérique du Nord.

## Filmographie

### Cinéma
- 1978 : Team-Mates de Steven Jacobson : Jimmy
- 1981 : Un amour infini (Endless Love) de Franco Zeffirelli : Keith Butterfield (crédité Jimmy Spader)
- 1985 : Quartier chaud (Tuff Turf) de Fritz Kiersch : Morgan Hiller
- 1985 : Représailles (en) (The New Kids) de Sean S. Cunningham : Eddie Dutra
- 1986 : Rose bonbon (Pretty In Pink) de Howard Deutch : Steff
- 1987 : Mannequin de Michael Gottlieb : M. Richards
- 1987 : Baby Boom de Charles Shyer : Ken Arrenberg
- 1987 : Neige sur Beverly Hills (Less Than Zero) de Marek Kanievska : Rip
- 1987 : Wall Street d'Oliver Stone : Roger Barnes
- 1988 : Sur le fil du scalpel (Jack's Back) de Rowdy Herrington : John/Rick Westford
- 1989 : Né un 4 juillet (Born on the Fourth of July) d'Oliver Stone : Manifestant à Syracuse (non crédité ; derrière Tom Cruise)
- 1989 : Sexe, Mensonges et Vidéo (Sex, Lies, and Videotape) de Steven Soderbergh : Graham Dalton
- 1989 : Le Dossier Rachel (The Rachel Papers) de Damian Harris : Deforest
- 1990 : Bad Influence de Curtis Hanson : Michael Boll
- 1990 : La Fièvre d'aimer (White Palace) de Luis Mandoki : Max Baron
- 1991 : Le Jeu du Pouvoir (True Colors) de Herbert Ross : Tim Gerrity
- 1992 : Storyville de Mark Frost : Cray Fowler
- 1992 : Bob Roberts de Tim Robbins : Chuck Marlin
- 1993 : La Musique du hasard (The Music of Chance) de Philip Haas : Jack Pozzi
- 1994 : Une épouse trop parfaite (Dream Lover) de Nicholas Kazan : Ray Reardon
- 1994 : Wolf de Mike Nichols : Stewart Swinton
- 1994 : Stargate, la porte des étoiles (Stargate) de Roland Emmerich : Dr Daniel Jackson
- 1996 : Crash de David Cronenberg : James Ballard
- 1996 : Deux jours à Los Angeles (2 Days in the Valley) de John Herzfeld : Lee Woods
- 1997 : Meurtre à Tulsa (Keys to Tulsa) de Leslie Greif : Ronnie Stover
- 1997 : La Geôlière (Driftwood) de Ronan O'Leary : L'Homme
- 1997 : Critical Care de Sidney Lumet : Dr Werner Ernst
- 1999 : Curtain Call de Peter Yates : Stevenson Lowe
- 2000 : Supernova de Walter Hill : Nick Vanzant
- 2000 : The Watcher de Joe Charbanic : Campbell
- 2000 : Slow Burn (en) de Christian Ford : Marcus
- 2001 : Speaking of Sex de John McNaughton : Dr Roger Klink
- 2002 : La Secrétaire (Secretary) de Steven Shainberg : E. Edward Grey
- 2002 : Présumé coupable (The Stickup) de Rowdy Herrington : John Parker
- 2003 : Témoin à risques (I Witness) de Rowdy Herrington : Douglas Draper
- 2003 : Alien Hunter de Ron Krauss : Julian Rome
- 2004 : Shadow of Fear de Rich Cowan : William Ashbury
- 2009 : Shorts de Robert Rodriguez : M. Black
- 2012 : Lincoln de Steven Spielberg : William N. Bilboe
- 2013 : The Homesman de Tommy Lee Jones : Aloysius Duffy
- 2015 : Avengers : L'Ère d'Ultron (Avengers: Age of Ultron) de Joss Whedon : Ultron

### Télévision

#### Téléfilms
- 1983 : Cocaine: One Man's Seduction de Paul Wendkos : Buddy Gant
- 1983 : Diner de Barry Levinson : Fenwick
- 1983 : Le Crime dans le sang (A Killer in the Family) de Richard T. Heffron : Donny Tison
- 1984 : Family Secrets de Jack Hofsiss : Lowell Everall
- 1985 : L'étoile inconnue (Starcrossed) de Jeffrey Bloom (en) : Joey Callaghan
- 2003 : Les Hommes du Pentagone (en) (The Pentagon Papers), de Rod Holcomb : Daniel Ellsberg

#### Séries télévisées
- 1983 : The Family Tree : Jake Nichols (saison 1, épisodes 1 à 8)
- 1994 : Frasier : Steven (voix – saison 2, épisode 1)
- 1997 : Seinfeld : Jason « Stanky » Hanky (saison 9, épisode 9)
- 2003 : The Practice : Donnell et Associés : Alan Shore (saison 8, épisodes 1 à 22)
- 2004–2008 : Boston Justice (Boston Legal) : Alan Shore (rôle principal)
- 2011–2012 : The Office : Robert California (saison 7 épisode 25; saison 8)
- 2013-2023 : Blacklist (The Blacklist) : Raymond « Red » Reddington (rôle principal, également producteur délégué)
- 2026 : Marvel's Vision Quest : Ultron

### Théâtre
- novembre 2009-août 2010 : Race de David Mamet : Jack Lawson, avocat (Théâtre Ethel Barrymore, Broadway)

## Voix françaises
En France, William Coryn a été la première voix française régulière de James Spader. Il y a également Éric Herson-Macarel qui l'a doublé à cinq reprises. Depuis, Pierre-François Pistorio est devenu la voix française de l'acteur l'ayant doublé à six reprises depuis 2003.
En France
| - William Coryn dans : - Wall Street - Sexe, Mensonges et Vidéo - Le Jeu du pouvoir (True Colors) - Storyville - La Musique du hasard - Wolf - Seinfeld (série télévisée) - La Secrétaire - Les Hommes du Pentagone (en) (téléfilm) - Shadow of Fear - Pierre-François Pistorio dans : - The Practice : Donnell et Associés (série télévisée) - Boston Justice (série télévisée) - The Office (série télévisée) - Blacklist (série télévisée) - Avengers : L'Ère d'Ultron - Lego Marvel's Avengers (jeu vidéo) - Éric Herson-Macarel dans : - Stargate, la porte des étoiles - Crash - The Watcher - Shorts - Lincoln | - Renaud Marx dans : - Neige sur Beverly Hills - La Fièvre d'aimer Et aussi - Alexandre Gillet dans Un amour infini - Éric Legrand dans Baby Boom - François Leccia dans Jack's Back - Denis Laustriat dans Bad Influence - Vincent Violette dans Bob Roberts - Julien Kramer dans Une épouse trop parfaite - Jérôme Keen dans Deux jours à Los Angeles - Éric Peter dans Meurtre à Tulsa - Guillaume Orsat dans Supernova - Constantin Pappas dans Témoin à risques - Jérémie Covillault dans The Homesman |

Au Québec
 Note : la liste indique les titres québécois
- Gilbert Lachance dans :
  - La Porte des Étoiles
  - Loup
  - Trésor de feu
  - Regard Dangereux

et aussi :
- Alain Zouvi dans Mortelle Influence

## Distinctions

### Récompenses
| Année | Cérémonie                                    | Catégorie                                           | Œuvre                              |
| ----- | -------------------------------------------- | --------------------------------------------------- | ---------------------------------- |
| 1989  | Festival de Cannes                           | Prix d'interprétation masculine                     | Sexe, Mensonges et Vidéo           |
| 2004  | Primetime Emmy Awards                        | Meilleur acteur dans une série télévisée dramatique | The Practice : Donnell et Associés |
| 2005  | Primetime Emmy Awards                        | Meilleur acteur dans une série télévisée dramatique | Boston Justice                     |
| 2006  | Satellite Awards                             | Meilleur acteur dans une série comique              | Boston Justice                     |
| 2007  | Primetime Emmy Awards                        | Meilleur acteur dans une série télévisée dramatique | Boston Justice                     |
| 2012  | Southeastern Film Critics Association Awards | Meilleure distribution                              | Lincoln                            |

### Nominations
| Année | Cérémonie                                    | Catégorie                                                    | Œuvre                     |
| ----- | -------------------------------------------- | ------------------------------------------------------------ | ------------------------- |
| 1990  | Saturn Awards                                | Meilleur acteur                                              | Jack's Back               |
| 1990  | Chicago Film Critics Association Awards      | Meilleur acteur                                              | Sexe, Mensonges et Vidéo  |
| 1990  | Film Independent's Spirit Awards             | Meilleur acteur                                              | Sexe, Mensonges et Vidéo  |
| 1995  | Saturn Awards                                | Meilleur acteur dans un second rôle                          | Wolf                      |
| 2003  | Chlotrudis Awards                            | Meilleur acteur                                              | La Secrétaire             |
| 2005  | Golden Globes                                | Meilleur acteur dans une série dramatique                    | Boston Justice            |
| 2005  | Satellite Awards (janvier)                   | Meilleur acteur dans une série télévisée dramatique          | Boston Justice            |
| 2005  | Satellite Awards (décembre)                  | Meilleur acteur dans une série télévisée musicale ou comique | Boston Justice            |
| 2005  | People's Choice Awards                       | Acteur préféré dans une série dramatique                     | Boston Justice            |
| 2006  | Screen Actors Guild Awards                   | Meilleur acteur dans une série comique                       | Boston Justice            |
| 2006  | Screen Actors Guild Awards                   | Meilleure distribution pour une série comique                | Boston Justice            |
| 2007  | Screen Actors Guild Awards                   | Meilleur acteur dans une série dramatique                    | Boston Justice            |
| 2007  | Screen Actors Guild Awards                   | Meilleure distribution pour une série dramatique             | Boston Justice            |
| 2008  | Primetime Emmy Awards                        | meilleur acteur dans une série dramatique                    | Boston Justice            |
| 2008  | Screen Actors Guild Awards                   | Meilleur acteur dans une série dramatique                    | Boston Justice            |
| 2008  | Screen Actors Guild Awards                   | Meilleure distribution pour une série dramatique             | Boston Justice            |
| 2009  | Festival de télévision de Monte-Carlo        | Nymphe d'or du meilleur acteur dans une série dramatique     | Boston Justice            |
| 2009  | Screen Actors Guild Awards                   | Meilleur acteur dans une série dramatique                    | Boston Justice            |
| 2009  | Screen Actors Guild Awards                   | Meilleure distribution pour une série dramatique             | Boston Justice            |
| 2012  | Screen Actors Guild Awards                   | Meilleure distribution pour une série télévisée comique      | The Office                |
| 2013  | Central Ohio Film Critics Association Awards | Meilleure distribution                                       | Lincoln                   |
| 2013  | Screen Actors Guild Awards                   | Meilleure distribution                                       | Lincoln                   |
| 2014  | Golden Globes                                | meilleur acteur dans une série dramatique                    | Blacklist                 |
| 2014  | Saturn Awards                                | Meilleur acteur de télévision                                | Blacklist                 |
| 2014  | Online Film & Television Association Awards  | Meilleur acteur dans une série dramatique                    | Blacklist                 |
| 2015  | MTV Movie Awards                             | Meilleur méchant                                             | Avengers : L'Ère d'Ultron |
| 2015  | MTV Movie Awards                             | Meilleure performance virtuelle                              | Avengers : L'Ère d'Ultron |